# Psilopleura semiflava
Psilopleura semiflava är en fjärilsart som beskrevs av Max Wilhelm Karl Draudt 1915. Psilopleura semiflava ingår i släktet Psilopleura och familjen björnspinnare. Inga underarter finns listade.